# Tas
Tas fou un dels set caps tribals hongaresos que mobilitzaren el poble hongarès el segle x des d'Àsia fins a Europa.
Tas, a qui era atribuït el lideratge de la tribu hongaresa dels Tarján, és considerat per molts historiadors contemporanis com el pare del cap Lél i net del Gran Príncep Árpád, per això es nega que hagi estat un dels set cap tribals inicials. Aquests historiadors consideren improbable la possibilitat que hi hagi dos 'Tas', però no ho descarten tampoc. Segons Anònim, autor de la Gesta Hungarorum, Tas és mencionat com contemporani del Príncep Álmos d'Hongria, pare d'Árpád, fent que Lél fos contemporani del segon, cosa que és improbable, atès que Lél va viure prop de 60 anys després del Gran Príncep Hongarès, essent més possible que hagi estat el seu net.
Cap al 948, l'emperador romà d'Orient Constantí VII menciona pel seu nom en un document els quatre fills i els quatre nets d'Árpád. Diu que Teveli és fill de Tarkacsu, Ezeleg fill de Jeleg, Fajsz (el Gran Príncep Hongarès d'aleshores) fill de Jutocsa i Taksony fill de Zoltán. Després continua dient que Takarcsu i Teveli ja havien mort, però Termacsu, fill de Teveli, es trobava a l'ambaixada amb ell. També comenta que els altres tres fills d'Árpád ja havien mort, però els seus nets, Fali, Tasi i Taksony, encara vivien. Desaparegué aleshores l'anteriorment mencionat Ezeleg, però ara es trobava a la llista de Tasi. Aquí l'emperador no menciona el cinquè, i el seu fill gran Liütika tampoc, a qui fa referència en altres documents sobre guerres contra els búlgars.